# 米哈雷斯
米哈雷斯，是西班牙卡斯蒂利亚-莱昂阿维拉省的一个市镇。 总面积47km2, 总人口916人（2001年），人口密度19人/km2。